# Сиатъл
 Тази статия е за града в САЩ.  За вожда на дъуамиш вижте Сиатъл (вожд).  
Сиатъл (на английски: Seattle) е най-големият град на американския щат Вашингтон, разположен в най-северозападната част на страната (ако се изключи Аляска). Населението на града е 684 451 души (предвиждане 2015), но заедно с предградията жителите му наброяват 3,7 млн.
Той е разположен между залива Пюджит и езерото Вашингтон, на 160 km южно от канадската граница. Климатът му е океански, влажен – около 150 от дните в годината са дъждовни.  Температурите са умерени, без големи средногодишни амплитуди.
Градът е основан през 1853 г., а е инкорпориран през 1869 г. Наречен е на името на вожда на местните племена сукуамиш и ду-уамиш, Сеатл или Сийтл, или Сий-аΘл, който се счита за един от основателите му. Наричан е Изумрудения град. Причина за това име са вечнозелените гори, опасващи разположения в северозападната част на Тихия океан град, както и множеството градски паркове и градини.  Сиатъл получава това наименование през 1982 г. след конкурс, проведен от световната организацията на туристическите бюра (Convention and Visitors Bureau).
Сиатъл е голямо пристанище, град с развита индустрия. Той е един най-големите в САЩ центрове в областта на биотехнологиите. В него се намират централите на корпорацията Starbucks, електронната търговска компания Amazon, а също така голяма част от заводите на Boeing. Един от поводите за гордост на сиатълци е техният принос в развитието на високите технологии – в предградието Редмънд се намира седалището на софтуерния гигант Microsoft. Тук са базирани също Valve – разработчик и дистрибутор на компютърни игри (Dota 2, Counter-Strike, Half-Life, Day of Defeat, Left 4 Dead и др.) и Kenworth – производител на камиони, автобуси и самосвали.
Сиатъл има няколко висши учебни заведения, като най-реномираното от тях е Вашингтонският университет. Той се нарежда на едно от челните места в класацията на университетите в света. Символът на града е Спейс Нидъл.

## Квартали
Някои от кварталите на Сиатъл:
1. Белтаун
2. Фримонт
3. Бийкън Хил
4. Битър Лейк
5. Блу Ридж
6. Браянт
7. Бродвю
8. Вашингтон Парк
9. Грийнуд
10. Грийн Лейк
11. Дени – Блейн
12. Капитъл Хил
13. Каскейд
14. Краун Хил
15. Лейк Сити
16. Монтлейк
17. Чери Хил
18. Фърст Хил

## Известни личности
Родени в Сиатъл
- Пол Алън (р. 1953), бизнесмен
- Бил Гейтс (р. 1955), бизнесмен
- Ричард Гордън (р. 1929), космонавт
- Грегъри Карл Джонсън (р. 1954), космонавт
- Уилям Дийц (р. 1945), писател
- Филип Каган (1927 – 2012), икономист
- Дейвид Кенеди (р. 1941), историк
- Крис Корнел (р. 1964), музикант
- Дъф Маккагън (р. 1964), музикант
- Джефри Дийн Морган (р. 1966), актьор
- Аполо Антон Оно (р. 1982), кънкьор
- Ан Райнкинг (р. 1949), актриса
- Дон Симпсън (1943 – 1996), филмов продуцент
- Джордж Стиглър (1911 – 1991), икономист
- Катрин Стоун (р. 1949), писателка
- Рейн Уилсън (р. 1966), актьор
- Джими Хендрикс (1942 – 1970), музикант
- Филип Хийт (р. 1979), културист
- Минору Ямасаки (1912 – 1986), архитект

Починали в Сиатъл
- Уолтър Братейн (1902 – 1987), физик
- Едит Буксбаум (1902 – 1982), психоложка
- Йоан Шанхайски (1896 – 1966), руски духовник
- Кърт Кобейн (1967 – 1994), музикант
- Карл Сейгън (1934 – 1996), астроном
- Лейн Стейли (1967 – 2002), музикант
- Робърт Фърчгот (1916 – 2009), биохимик